# Crónica negra
Crónica negra (en francés Un flic) es una película francesa de Jean-Pierre Melville estrenada en 1972.

## Argumento
Una sucursal de banco es atracada, el golpe no sale todo lo bien que en un principio parecía planeado y uno de los integrantes de la banda resulta herido. El comisario al que se le asigna el caso es Coleman (Alain Delon), un tipo duro, más que los propios delincuentes, pero esta vez se tendrá que debatir entre su inigualable personalidad y un profundo sentimiento de amistad.
- Datos: Q974876
- Multimedia: Film locations of Un flic (1972) / Q974876